# Space Launch Delta 30

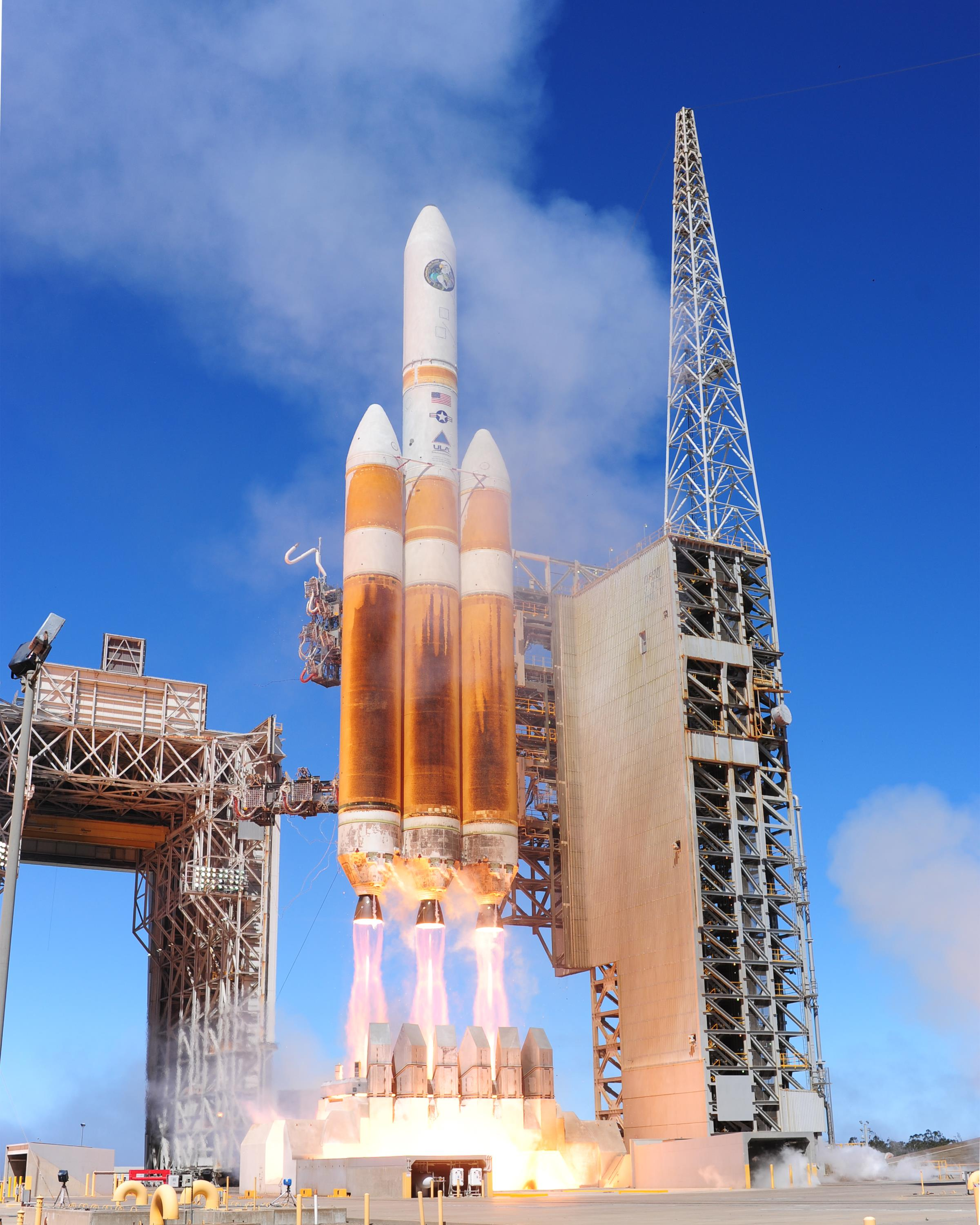
Lancio di un vettore Delta IV dal poligono di Vandenberg

Lo Space Launch Delta 30 è un delta di operazioni spaziali della United States Space Force, inquadrato nel United States Space Command. Il suo quartier generale è situato presso la Vandenberg Space Force Base, in California.

## Missione
Il Delta gestisce i test missilistici del Dipartimento della Difesa, ed ha il compito di posizionare i satelliti sull'orbita polare dalla costa occidentale degli Stati Uniti, utilizzando razzi vettori come il Delta II, Pegasus, Taurus, Minotaur IV, Atlas V e Delta IV. Il personale dell'unità inoltre sostiene il programma di sviluppo e valutazione dei missili Minuteman III. Ha ereditato le attività del 30th Space Wing dell'USAF.

## Organizzazione
Attualmente, al settembre 2018, esso controlla:
- 30th Operations Group
  -  2nd Range Operations Squadron - Gestisce il Western Range
  -  2nd Space Launch Squadron
  -  30th Operations Support Squadron
  -  30th Space Communications Squadron
- 30th Medical Group
  - 30th Healthcare Operations Squadron
  - 30th Operational Medical Readiness Squadron
- 30th Mission Support Group
  - 30th Civil Engineer Squadron
  - 30th Contracting Squadron
  - 30th Logistics Readiness Squadron
  - 30th Force Support Squadron
  - 30th Security Forces Squadron
- 30th Comptroller Squadron